# Monk Eastman

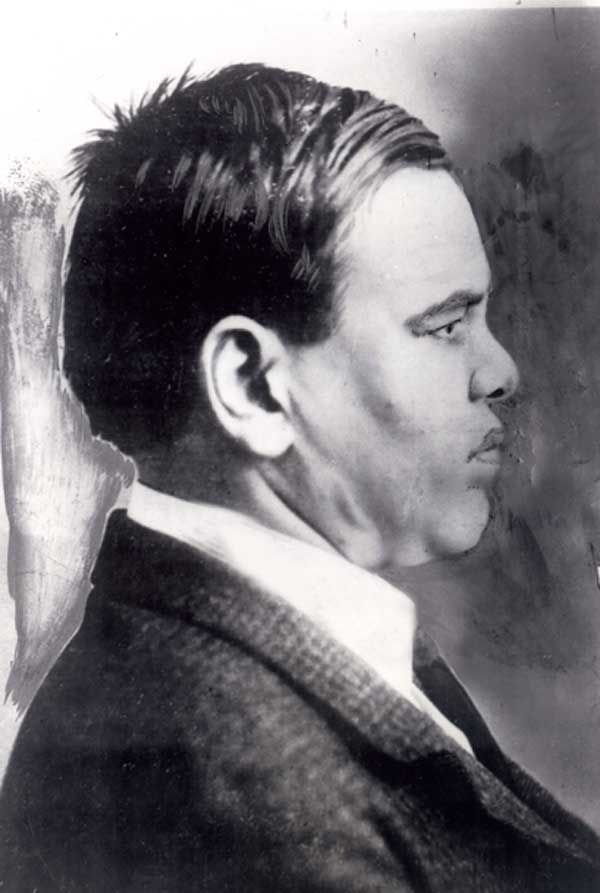
Monk Eastman, etwa 1915

Monk Eastman (* um 1873 in Williamsburg, Brooklyn, New York City; † 26. Dezember 1920 in Manhattan) alias Edward Ostermann war ein US-amerikanischer Krimineller, Begründer der Eastman Gang und wird heute der Kosher Nostra zugerechnet.
Weitere Decknamen waren Joseph „Joe“ Morris, Joe Marvin, William „Bill“ Delaney und Edward „Eddie“ Delaney.

## Biografie
Edward Ostermann wurde um 1873 als Sohn jüdischer Gastronomen geboren. In seiner Jugend brachte sein Vater ihn in einem Haustier-Laden (engl. Pet Shop) in der Penn Street unter, aber etwa 1895 kehrte er in die Lower East Side zurück und wurde Rausschmeißer in der Tanzhalle New Irving Hall. Es gibt jedoch auch Meinungen, die behaupten, dass Eastman 1875 geboren wurde, jedoch als Sohn eines Kriegsveteranen aus dem Amerikanischen Bürgerkrieg, der früh in seiner Kindheit starb. Aufdringliche Gäste bearbeitete er mit einem langen Holzstock an empfindlichen Körperstellen; nach einer solchen Prügelei versah er den Stock mit einer Einkerbung. Am Ende hatten sich auf diese Weise 49 Einschnitte angesammelt.
Nach diesen Erfahrungen gründete er die Eastman Gang. Neben den üblichen Aktivitäten einer solchen Gruppierung (Zuhälterei, Glücksspiel etc.) arbeitete die Gruppe auch für die Tammany Hall, insbesondere zur Stimmenorganisation in den Wahlkämpfen. Bereits für 1900 werden dieser Bande rund 1.100 Mitglieder zugerechnet.
Monk Eastman hatte eine regelrechte Preisliste entwickelt, eine Schlägerei wurde für 15, Raubüberfälle mit Messereinsatz (engl. „stabbing“) für 25 und ein Mord für 50 US-Dollar ausgeführt. Unter Ambulanzfahrern wurden die durch Aktivitäten der Gang ausgelösten Einsätze „Eastman Ward“ genannt. Eastman legte damit vermutlich die Grundlagen der späteren Murder.Inc, bei der später, wie bei der Eastman Gang, überwiegend Kosher Nostras den Mord als Geschäft betrieben.

### Konflikt mit den Five Pointers
In zahlreichen Auseinandersetzungen hatten die Eastmans und die von Italienern kontrollierte Five Points Gang als einzige klassische Gangs von New York City die Jahrhundertwende überstanden. Gruppen wie die irischen Whyos waren untergegangen, kleinere Gruppen hatten sich den größeren Banden angeschlossen.
Da beide Banden in den gleichen Geschäftsfeldern mit räumlichen Überschneidungen tätig waren, z. B. der Organisation von spontanen Stuss-Kartenspielen, einer Variante des Kartenspiels Pharo bzw. Faro, war der Kampf vermutlich unausweichlich. Eine relativ friedliche Einigung, wie sie später die Fünf Familien der US-amerikanischen Cosa Nostra entwickelten, war auch eine Konsequenz aus solchen profitschädigenden blutigen Auseinandersetzungen.
Vermutlich hatte der Konflikt schon vor 1901 begonnen, aber in jenem Jahr wurde Monk Eastman in Bowery von fünf Five Pointers angegriffen und mit einem Treffer in den Unterleib niedergeschossen. Als Vergeltung wurde ein Mitglied der italienischen Bande ermordet. Offensichtlich für die breite Öffentlichkeit wurde der Bandenkrieg durch eine große Schießerei am 17. September 1903, als sich Dutzende Gangster beider Seiten an der Rivington Street gegenüberstanden. Zwei Männer wurden getötet, mehrere Passanten verletzt.
Politiker der Tammany Hall versuchten auf beide Seiten Einfluss zu nehmen. Es ist nicht auszuschließen, dass hierin auch die eigentliche Ursache der Inhaftierung von Monk Eastman in Sing Sing am 3. Februar 1904 zu sehen ist, die eventuell mit einem Raub auf der West Side begründet wurde, aber auf die Befriedung der Auseinandersetzung gemünzt war. Bis zu diesem Zeitpunkt genossen beide Seiten einen politischen Schutz, der schon als polizeiliche Immunität gedeutet werden kann. Vermutlich hatten dann aber die Italiener mit der Kontrolle über die Unione Siciliana und daraus resultierende sichere italienische Stimmen bei Wahlen auf Dauer politisch mehr zu bieten. Außerdem wurde der elegante Paul Kelly, der bei seinen Auftritten auch problemlos als ehrlicher Geschäftsmann durchging, offenbar in der Tammany Hall besser akzeptiert als der dagegen grobschlächtig wirkende Monk Eastman.
Die inzwischen etwa 2000-köpfigen Eastmans waren aber anscheinend nicht bereit, gegen die kleineren Five Pointers zurückzustecken, die es erst 1905 auf eine Stärke von 1.500 brachten. Die Lücke, welche die Inhaftierung von Monk Eastman riss, wurde durch seinen Protegé Max Zwerbach gefüllt, der sich gegen Richie Fitzpatrick tödlich durchgesetzt hatte.
Max Zwerbach und Vach Lewis wurden am 14. Mai 1908 erschossen, die Zersplitterung der Eastman Gang war nun nicht mehr aufzuhalten und konnte auch von Monk Eastmann nach seiner Entlassung nicht mehr gestoppt werden. 1912 wurde dann auch mit Jack Zelig der Anführer der größten Fraktion erschossen.

### Das Ende
Mit Diebstählen, Opiumhandel etc. bestritt Eastman nun seinen Lebensunterhalt, was immer wieder zu kurzen Haftstrafen führte. Im Alter von 44 Jahren meldete er sich zum Kriegsdienst und wurde der 106th Infantry („O'Ryan's Roughnecks“) der 27th Division der US Army zugeteilt und kämpfte im Ersten Weltkrieg in Frankreich. Im April 1919 kehrte er nach New York City zurück und nahm seine kriminellen Aktivitäten wieder auf; am 26. Dezember 1920 wurde er erschossen.
Ursache war offensichtlich ein Streit mit seinem Partner Jeremiah „Jerry“ Bohan, einem korrupten Prohibitionsagenten. Beide hatten miteinander getrunken und waren in den frühen Morgenstunden aneinandergeraten. Um 3:45 verließ Monk Eastmann das Bluebird Cafe im unteren Manhattan. Bohan folgte ihm und schoss Monk Eastman vor dem Eingang zur U-Bahn an der 14th Street nieder.
Bohan ging für diese Tat drei Jahre ins Gefängnis, Monk Eastman wurde unter vollen militärischen Ehren auf dem Cypress Hills Cemetery beerdigt. Viele Mitglieder der Eastman Gang dürften ab 1921 beim Bugs and Meyer Mob ihre kriminelle Karriere fortgesetzt haben.

## Zitate in literarischen und filmischen Werken
- 1933 widmet ihm Jorge Luis Borges eine Kurzgeschichte: „Der Schandtatenmakler Monk Eastman“, die im 1935 herausgegebenen Sammelband Universalgeschichte der Niedertracht enthalten ist.
- 1999 kommt Eastman in der Novelle „Dreamland“ von Kevin Baker vor
- 2002 taucht im Film Gangs of New York von Martin Scorsese eine Figur auf, welche stark an Eastman angelehnt ist.